# Етикет і шпигунство
«Етикет і шпигунство» (англ. Etiquette & Espionage) — стімпанковий роман для молоді Ґейл Керріґер. Це її перший роман для підлітків, дія якого розгортається в тому ж всесвіті, що й серія для дорослих «Парасольний протекторат».

## Сюжет
Подібно до книг серії «Парасольний протекторат», дія «Етикету та шпигунства» розгортається у версії альтернативної історії Британії Вікторіанської епохи, де надприродні істоти, такі як вампіри та перевертні, є частиною суспільства. Головна героїня — 14-річна Софронія, яка вступає до Академії мадемуазель Джеральдін для дівчат з вищою освітою. Але Софронія з'ясовує, що це не звичайний вищий навчальний заклад: окрім танців, одягу та етикету, її та її однокласниць також навчають витонченому мистецтву шпигунства та вбивства.

## Рецепція
«Етикет і шпигунство» були добре сприйняті. Він отримав чотири зірочки у відгуках і потрапив у список бестселерів The New York Times за перший тиждень у продажу. Kirkus Reviews відзначили, що книга менш романтична, ніж це типово для YA, але вихваляє безглуздість і змішування жанрів. Publishers Weekly високо оцінив здатність Керріґер серед легковажної веселості книги вплітати коментарі про расу та клас. Інші рецензенти відзначили, що Карріґер вдало підриває троп «дівчини-бойовика» як молодї дорослої, і що вона успішно звертається до обох вікових груп (дорослих і підлітків).

## Продовження
Серія «Закінчуємо школу» складається з чотирьох книг:
- «Етикет і шпигунство» (2013)
- «Реверанси та змови» (2013)
- «Жилети та зброя» (2014)
- «Манери та бунт» (2015)

У 2013 році на основі серії Карріґер випустила музичне відео як рекламу для Curtsies & Conspiracies.